# محوطه لگموج آ
محوطه لگموج A مربوط به سده‌های میانه دوران‌های تاریخی پس از اسلام است و در شهرستان املش، بخش مرکزی، دهستان املش شمالی، روستای لگموج واقع شده و این اثر در تاریخ ۱۲ دی ۱۳۸۶ با شمارهٔ ثبت ۲۰۴۴۷ به‌عنوان یکی از آثار ملی ایران به ثبت رسیده است.